# Planina pri Sevnici
Planina pri Sevnici – wieś w Słowenii, w gminie Šentjur. W 2018 roku liczyła 378 mieszkańców.